# Dağ Quşçu
Dağ Quşçu (ryska: Даг Кушчу) är en ort i Azerbajdzjan.   Den ligger i distriktet Siyəzən Rayonu, i den östra delen av landet, 100 km nordväst om huvudstaden Baku. Dağ Quşçu ligger 690 meter över havet och antalet invånare är 539.
Terrängen runt Dağ Quşçu är kuperad. Runt Dağ Quşçu är det ganska glesbefolkat, med 28 invånare per kvadratkilometer.. Närmaste större samhälle är Böyük Həmyə, 18,2 km nordost om Dağ Quşçu.
Omgivningarna runt Dağ Quşçu är i huvudsak ett öppet busklandskap.